# Olaparib
Olaparib este un agent chimioterapic utilizat în tratamentul carcinomul ovarian recidivat cu mutație BRCA. Este un inhibitor al enzimelor poli-(ADP-riboză) de tip polimerază (PARP). Calea de administrare disponibilă este cea orală.